# Cobas del latte
I Cobas del latte, ufficialmente Co.S.P.Lat. (Comitato Spontaneo Produttori Latte) e i loro omologhi CoSpA (Comitati Spontanei Allevatori) sono movimenti organizzati da un certo numero di allevatori italiani di vacche da latte per difendere gli interessi della propria categoria contro i provvedimenti imposti dal governo italiano e dall'Unione europea.
In particolare, i Cobas del latte contestano le multe comminate agli allevatori per produzione eccessiva con sforamento della quota comunitaria assegnata.

## Storia

### Gli antefatti
Con il regolamento comunitario 856/1984 fu decisa, in sede europea, l'istituzione di un regime di quote, su base nazionale, allo scopo di mantenere controllato il prezzo di determinati prodotti dell'agricoltura e dell'allevamento e di garantire così un certo reddito ai produttori; coloro che avessero prodotto una quantità maggiore di quella a loro permessa avrebbero dovuto pagare delle forti multe. 
L'ammontare delle quote fu stabilito non sulla base del consumo effettivo nazionale, ma sulla produzione dell'anno 1983, su cui però l'ISTAT potrebbe aver fornito dati molto deficitari. Accadde così che all'Italia fossero assegnate delle quote latte per una quantità molto inferiore al consumo nazionale, istituzionalizzando la sua condizione di paese importatore.
Negli anni successivi la produzione italiana di latte risalì oltre il tetto imposto dalle quote, ma le multe, invece che dai singoli produttori, furono pagate dallo stato: questa situazione fu incoraggiata dagli stessi ministri dell'agricoltura e foreste, che incoraggiavano gli allevatori ad aumentare la produzione senza curarsi delle multe.
Dopo l'adesione della Finlandia alla CEE nel 1995 le autorità di quel paese sollevarono alla Corte di giustizia europea di Lussemburgo la questione che il pagamento delle multe agli allevatori italiani da parte dello stato potesse configurarsi come un aiuto illegale, lesivo degli interessi degli altri paesi membri. La corte di giustizia si espresse in tal senso e ordinò che l'Italia facesse pagare le multe, a partire dalle campagne 1995-96, direttamente agli allevatori.

### La nascita dei Cobas del latte
Nel 1996 il governo italiano, guidato da Romano Prodi, si mosse per applicare la sentenza: ciò provocò una forte inquietudine nel mondo agricolo, perché per molti allevatori l'entità delle multe era tale che per farvi fronte avrebbero dovuto vendere il bestiame e i mezzi di produzione. Iniziarono così a nascere dei comitati spontanei di produttori di latte, spesso in aperto contrasto coi sindacati nazionali degli agricoltori (Coldiretti, Confagricoltura, CIA) di cui denunciavano l'appiattimento sulle posizioni del governo. I comitati spontanei si coordinarono su base provinciale, regionale e nazionale. Tra i leader più noti comparvero più volte sui mezzi di comunicazione nazionali il padovano Ruggero Marchioron, il vicentino Mauro Giaretta e il laziale conte Guido Carandini. Portavoce nazionale era l'ex senatore della Lega Nord Giovanni Robusti. In Emilia a sostenere il movimento dei Cobas fu l'allora consigliere leghista e poi successivamente deputato Fabio Rainieri.

### L'attività
I Cobas del latte si diedero a iniziative plateali e pittoresche, come presidi permanenti in posizioni di grande visibilità (come a Vancimuglio, sull'Autostrada A4, o a Torrimpietra, sul Grande Raccordo Anulare), blocchi stradali (tra cui quello all'aeroporto di Linate; contro di essi si pronunciò anche il Presidente della Repubblica dell'epoca Oscar Luigi Scalfaro) e ferroviari, spargimenti di liquami sulle autostrade, e la marcia su Roma coi trattori per chiedere un incontro tra i rappresentanti degli allevatori e i membri del governo. Il Ministro delle politiche agricole Michele Pinto, del PPI, fu sbeffeggiato dagli allevatori in diretta televisiva durante la trasmissione di Michele Santoro Moby Dick, durante la quale essi diedero il suo nome ad un porcellino.
Icona del movimento di protesta era la mucca Ercolina, che fu a lungo ospite dei vari presidi e che fu donata a papa Giovanni Paolo II a conclusione della marcia su Roma; essa fu poi destinata alla Comunità Incontro di don Pierino Gelmini.
Gli allevatori aderenti ai Cospa sottoscrissero dei ricorsi per bloccare il pagamento delle multe, che furono presentati ai TAR di Lombardia e Lazio; questi ordinarono una sospensiva dei pagamenti, bloccando le iniziative governative volte a recuperare l'importo delle multe.
All'inizio del 1997 parve che la situazione potesse trovare uno sbocco positivo, dopo che il governo ebbe accettato d'istituire una commissione d'inchiesta, presieduta dal generale Natalino Lecca, sul sistema di applicazione delle quote-latte; in particolare emerse il problema delle cosiddette quote di carta, ossia di quelle aziende che erano titolari di quote-latte ma con una produzione reale inferiore o inesistente, che facevano passare per proprio del latte importato dall'estero, specialmente da paesi extracomunitari. I risultati dell'indagine di tale commissione furono insabbiati nonostante le evidenti truffe emerse a carico di diversi componenti del mondo del latte.
La protesta si rinvigorì nell'autunno dello stesso anno e sembrò che dovesse arrivare a coinvolgere l'intero mondo agricolo italiano, quando ai produttori di latte si affiancarono quelli di riso, d'olio d'oliva e gli allevatori di vacche da carne. Questo fu il periodo di maggiore attività del movimento; il programma satirico Striscia la notizia in più occasioni documentò le repressioni violente della polizia sui dimostranti, soprattutto dopo gli spargimenti di liquame sulle autostrade.

### Il declino della protesta
La nascita del governo D'Alema I nel 1998 fu vista con favore da una parte del mondo agricolo, perché il nuovo ministro delle politiche agricole Paolo De Castro appariva come persona più competente del suo predecessore. Egli tuttavia dichiarò di voler seguire la stessa linea di ripristino della legalità e i Cobas tornarono sul piede di guerra, anche se in misura minore che in precedenza. Nel frattempo Robusti, che aveva lasciato la Lega Nord, divenne il leader del movimento Terra, aderente al Blocco padano, che aveva per simbolo la mucca Ercolina come appariva nelle bandiere dei Cobas del latte, e si candidò senza successo alle elezioni europee del 1999 come indipendente nella lista del suo vecchio partito.
Dopo le elezioni politiche del 2001 la coalizione della Casa delle Libertà dichiarò di voler trovare una soluzione alla questione delle multe per le quote latte, proponendo che agli allevatori fosse condonato il 75% dell'importo in cambio del ritiro della firma dal ricorso al TAR. Tale soluzione, portata dal nuovo ministro Gianni Alemanno alla commissione di Bruxelles, non fu accolta per il veto di altri paesi comunitari. Si ripiegò quindi su una rateizzazione della multa in quote trentennali senza interessi. A questo punto la maggioranza degli allevatori, giudicando sostenibile la spesa (e potendo così aver accesso anche ad un aumento della quota di produzione individuale, dietro pagamento), preferì accettare la proposta; una parte non indifferente continuò sulla linea della fermezza, forte della sentenza del TAR, e contestò ripetutamente l'operato di Alemanno.
Nel 2007 si è aperto a Saluzzo il processo per alcuni membri dei Cobas del latte piemontesi, accusati di false fatturazioni.
La disciplina delle quote latte è stata rinegoziata il 18 novembre 2008 a Bruxelles dal Consiglio dei ministri UE dell'Agricoltura, con aumento della quota di produzione italiana.
Nel 2009 il Ministro delle politiche agricole Luca Zaia ha dato avvio a una nuova legge (n°33/2009) in materia di quote latte per cercare di arrivare alla conclusione di una vicenda che si sta trascinando da anni. Contemporaneamente è stata istituita una nuova commissione d'indagine atta a verificare la veridicità dei dati di produzione dichiarati dall'Italia alla Comunità europea in tutte le campagne di produzione pregresse e quindi l'esistenza o meno delle multe per lo splafonamento delle quote.

## Esiti giudiziari
La denuncia della mala gaestio nella politica amministrativa di raccolta dati e di (mancati) controlli ha ricevuto una finale conferma nella pronuncia del GIP del tribunale di Roma del 2019: “Se dette attività di vigilanza e controllo fossero state effettivamente svolte, come competeva istituzionalmente agli enti locali regionali, tutte le questioni di carattere economico e amministrativo sopra esaminate, non si sarebbero poste perché sarebbe stato impedito di violare, per decenni, le regole che le istituzioni dell’UE e poi quelle interne avevano posto a tutela del corretto conteggio delle quote latte e dei produttori onesti”.
Questo contesto, infine, di ”malcostume, inerzia, negligenza, approssimazione, connivenze, collateralismo, assenza del senso delle istituzioni e di rispetto delle regole minime di trasparenza e buon andamento della Pubblica amministrazione da parte degli organi preposti ai controlli che per legge avrebbero dovuto provvedervi” ha però reso “difficile, se non impossibile, l’individuazione di responsabilità singole per fatti determinati, come la  sede  penale impone”.